# Меир, Рами
Ра́ми Ме́ир (ивр. רמי מאיר‎, полное имя Рахамим Нувахович Мигиров; 11 апреля 1962, Баку, Азербайджанская ССР — 8 апреля 2023, Москва, Россия) — израильский художник, поэт, автор слов к музыке, исполнитель песен, автор афоризмов и притч. Председатель Союза художников горских евреев России.

## Биография
Рами Меир родился 11 апреля 1962 года в Баку, столице Азербайджанской ССР, в семье горских евреев. В 90-е годы эмигрировал с семьей в Израиль. Серьёзно изучал мировые религии, а также Тору, Коран, Ветхий и Новый Завет, Каббалу. Познакомился с индуистской и греческой мифологией. В этот период стал записывать утерянные притчи разных народов и сочинять свои, создавать философскую лирику и афоризмы.
Живописью Меир начал заниматься в училище. Он обучался по специальности «чеканщик художественных и ювелирных изделий», создавал штучные работы по металлу. Но уже на первом курсе вошёл от студенчества во внутреннюю комиссию училища, которая отбирала художественный работы учащихся для выставок разного уровня. Все участники комиссии были обязаны профессионально разбираться в искусстве. Новые обязанности привели Меира к тому, что он сам стал пробовать работать в разных художественных направлениях с применением всевозможных техник. Так Меир стал писать картины.
В годы службы в Советской Армии для Меира, узнав о его образовании, специально учредили новую должность — полковой чеканщик. За 2 года службы он создал около 40 уникальных художественных изделий, большинство из которых были безвозвратно утеряны во время транспортировки на всесоюзную выставку на ВДНХ в 1983 году.
В последние годы жил и работал в Москве.

## Живопись

### Особенности живописи
Меир работал в стиле реализма, символизма, импрессионизма и др. Есть картины, в которых сюжеты картин реалистичны, однако воплощены через глубокие символы и образы. Это — особый художественный язык Рами Меира, которым он сообщает аудитории свои глубокие знания о мире и жизни, о месте и роли человека во Вселенной.
«Работая в русле реалистического фигуративного искусства, он выработал свой собственный художественный язык, основными качествами которого являются оригинальная, присущая только Rami Meir техника 3D-мазка, которая основывается на приемах классической живописи с применением лессировок. Показательным качеством, характеризующим особое отношение художника к процессу творчества, является такой авторский прием как „золотой мазок“, с которого начинается процесс создания каждой работы. Создавая свои картины, он отдает предпочтение яркому насыщенному колориту, который не только придает позитивное звучание работам, но и наполняют их глубоким философским смыслом. Все это позволяет считать Rami Meir одним из интереснейших современных мастеров живописи России и Израиля».
В творчестве сильный акцент на иудаику, еврейскую культуру. Создал уникальную серию картин «Горские евреи», для которой по историческим документам, старым открыткам и фотографиям изучил ремесла, быт, национальную одежду горских евреев Кавказа и Закавказья и перенес это на холст.
«Творчество Rami Meir по своей сути не интуитивно, а является выражением концентрата знаний автора, полученных им в результате многолетнего изучения мировых религий, мудрости величайших мыслителей и религиозных деятелей, исследования законов мироздания, законов и принципов существования всего живого. Творчество художника транслирует миру все эти заряженные силой земли знания о мире».

### 3D-мазки
Новаторство Меира как живописца заключается в создании авторской техники 3D-мазков, привнесенная в живопись из профессиональной специальности «чеканщик художественных и ювелирных изделий».
Ввел в процесс создания картин уникальную технику «Золотого мазка», которая представляет собой характерный для современного искусства перформанс.

### Золотой мазок
"Главная тайна живописи Rami Meir — техника «закладывания» «золотого мазка» перед началом работы над каждой картиной. Символизм слова «заложить» лучшим образом передает ту суть, которую художник производит на полотне первым мазком. Rami Meir создал систему, которая позволяет в первом прикосновении кисти к полотну заложить сущность той картины, которая именно в этот момент начинает создаваться художником в материи, а также вдохнуть в неё живой дух. Особенность этой техники заключается в том, что «золотой мазок» на полотно Rami Meir обязательно закладывает женщина".

### Галерея в Москве — Rami Meir Art Studio
Сегодня у Рами Меир своя галерея в мебельном центре «Гранд». Здесь выставлено более 60 его картин, чеканные работы, деревянные и мраморные скульптуры. Всего у художника порядка 180 картин. Многие произведения Меира находятся в частных коллекциях в России, США и Израиле.

## Музыка
Меир увлёкся музыкой ещё в школьные годы, в 11 лет. Он пошел на занятия по классам гитары и фортепиано в одном из музыкальных кружков города Баку. В этом же возрасте Меир начал писать стихи и уже тогда делал первые попытки положить их на музыку. Карьера Меира как автора слов и исполнителя песен сложилась в зрелые годы.
В музыкальном искусстве совместно с Игорем Тимаковым, композитором и автором музыки к песням, Меир выпустил два музыкальных альбома. В 2020 году шла работа над третьим диском.

## Спецпроект открыток на картины
В 2019 году Рами Меир представил к Новому году серию открыток на сюжеты своих картин. Части из них отражает лица, ремесла, одежду горских евреев Азербайджана. На почтовой стороне открыток представлены фрагменты притч или афоризмов тоже авторства Рами Меир. Всего в коллекцию входит 21 открытка. Идею проекта автор объяснил так: «Хочу, чтобы люди опять посылали почтовые открытки! Я хочу своими открытками вызвать у людей теплые чувства и понимание, что любимых и дорогих надо ценить при жизни. И помочь им выразить те прекрасные чувства, которые есть у них внутри».

## Творчество

### Оценка творчества
В 2019 году в гостинице Radisson Collection Hotel («Украина») прошла выставка картин Рами Меира и презентация музыкального альбома «Худо Кумэк! Тиро Кумэк!» («Бог в помощь»! «Тора в помощь»!). На мероприятии присутствовала азербайджанская и горско-еврейская элита Москвы. Член Союза художников Москвы, художник Нису Нисуев считает, что «Рами Меир очень многообразен. Многие работы перекликаются со стилем первых импрессионистов. Художник умело перекладывает собственный богатый жизненный опыт на язык живописи. Но особое впечатление производит его серия работ „Горские евреи“». Певец Ефрем Амирамов отметил: «Рами — удивительного таланта человек. Он и поэт, и исполнитель песен, и художник. Я вдохновлён всем, что он делает». Композитор Гарри Канаев заявил: «То, что мы увидели и услышали в гостинице „Украина“ в исполнении нашего друга Рами Меира, — это настоящий пир творчества».

### Цель творчества
Цель своего творчества художник Рами Меир объясняет так: «Я хочу украшать жизнь других людей, давать свет. Это не только верхний слой удовольствия и впечатления от красивого образа и хорошей работы, задача главная — она очень цельная. Передать, насколько мир прекрасен насколько все божественно. Это случается, когда человек подходит к картине и видит, что она светится каким-то внутренним теплом. Это тепло в полотно закладывает художник. Энергия картины — это его энергия. Она вызывает улыбку, приятные мысли, возбужденность радости».

## Признание
В 2019 году Рами Меир был избран Председателем Союза художников горских евреев России. Картины художника находятся в частных коллекциях в России, США и Израиле.

## Семья
Был женат, отец двоих детей. Семья проживает в Израиле.